# Cita con la vida
Cita con la vida fue un programa de televisión español, que se emitió por Antena 3 entre 1993 y 1996, presentado por la periodista Nieves Herrero.

## Formato
El programa debutó pretendiéndose un espacio de reportajes humanos cercanos a la realidad, con reportajes y entrevistas en el plató.
Se alternaban las entrevistas a personajes famosos y populares con encuentros con personas anónimas que exponían ante las cámaras sus, en ocasiones, muy penosas circunstancias personales.
Entre el 7 y el 25 de marzo de 1993 el programa contó con una versión diaria, de lunes a jueves, de 20'30 a 21 horas, que fue retirado por su escasa audiencia.
El programa se despidió en julio de 1996, con entrevistas a Carmen Maura, Jesús Vázquez (por entonces implicado en el denominado Caso Arny) y Natalia Estrada.

## Polémicas
- Tan solo un mes después de su estreno, un juez suspendió cautelarmente uno de los reportajes que se iban a emitir en el programa, por abordar el apuñalamiento de una menor. El argumento fue que tal reportaje podría incurrir en violación del derecho a la intimidad y al honor del menor.[4]

- En noviembre de ese mismo año, el programa abordaba el caso del secuestro de Maria Angels Feliu, conocida como la farmacéutica de Olot. Su familia calificó el espacio como lamentable y asqueroso y un portavoz de la Audiencia Nacional, señaló que Constituye una clara falta de deontología profesional de los abogados de unas personas inculpadas en un proceso declarado secreto por un juez que participen en un debate televisivo.[5] Los letrados que participaron en el programa fueron expedientados por el Colegio de abogados de Barcelona.[6]

- En marzo de 1994, la presentadora fue agredida cuando se interpuso para evitar que el hijo de uno de los invitados golpease al cobrador del frac.[7]

La acumulación de escándalos y el tono general del proograma dieron lugar a duras críticas entre los medios de comunicación. Además, en septiembre de 1994, el periódico El País, realizó una encuesta entre personalidades del mundo de las letras, la escena y la canción sobre lo peor de la TV, y votaron por Cita con la vida, como el programa de peor gusto de la televisión personajes tan dispares como Emma Cohen, Corín Tellado, Álvaro Urquijo y Ana Diosdado.